# Crémines
Crémines är en ort och kommun i distriktet Jura bernois i kantonen Bern, Schweiz. Kommunen har 546 invånare (2023).